# Homosexualität in Eswatini
In Eswatini ist männliche Homosexualität seit 1907 illegal, während weibliche Homosexualität strafrechtlich nie kriminalisiert wurde. Gemäß dem Bericht des US-Außenministeriums über Menschenrechtspraktiken aus dem Jahr 2021 habe es aber nie eine strafrechtliche Verfolgung wegen einvernehmlicher gleichgeschlechtlicher Handlungen gegeben.
Laut Rock of Hope, einer LGBT-Lobbygruppe, gebe es allerdings keine Rechtsvorschriften, die LGBT anerkennen oder das Recht auf eine nicht-heterosexuelle Orientierung und Geschlechtsidentität schützen, weswegen LGBT-Personen aus Angst vor Ablehnung, Gewalt oder Diskriminierung nicht offen über ihre Orientierung oder Geschlechtsidentität sprechen können. Daher entscheiden sich die meisten dafür, im Verborgenen zu leben oder ins benachbarte Südafrika zu ziehen.

Eswatini auf der politischen Weltkarte

Die erste Pride-Parade in Eswatini fand im Juni 2018 statt.

## Antidiskriminierungsgesetz
Im Jahr 2012 lehnte der ehemalige Außenminister Mgwagwa Gamedze die Forderung der Vereinten Nationen ab, ein Gesetz zum Schutz von LGBT-Personen zu erlassen. Gamedze erklärte, dass in Eswatini, wenn überhaupt, nur so wenige Schwule leben, dass sich die Mühe der Ausarbeitung eines solchen Gesetzes nicht lohne.
Im Mai 2017 richtete der Menschenrechtsausschuss der Vereinten Nationen eine Reihe von Fragen an die eswatinische Regierung, die sich auf die Rechte von LGBT beziehen. Der Ausschuss wollte wissen, welche Maßnahmen ergriffen wurden, um Personen im Wohnungswesen und bei der Beschäftigung vor Diskriminierung und Gewalt aufgrund ihrer sexuellen Orientierung und Geschlechtsidentität zu schützen und um Toleranz zu fördern. Darüber hinaus stellte der Ausschuss die Einhaltung des Internationalen Pakts über bürgerliche und politische Rechte durch Eswatini in Frage, der private, einvernehmliche sexuelle Aktivitäten von Erwachsenen schützt, und äußerte seine Besorgnis darüber, dass Gewalt gegen LGBT-Menschen weit verbreitet ist.
LGBT-Personen können nicht im Militär dienen.

## Anerkennung homosexueller Paare
Eine gesetzliche Anerkennung homosexueller Paare besteht weder in Form von eingetragenen Partnerschaften noch gleichgeschlechtlichen Ehen. Gleichgeschlechtlichen Paaren ist es zudem untersagt, Kinder zu adoptieren. Ansonsten können angehende heterosexuelle Adoptiveltern ledig, verheiratet oder geschieden sein.

## Öffentliche Umfragen
Laut einer Umfrage aus dem Jahr 2013 versuchten 43 % der befragten Lesben und Transgender innerhalb des letzten Jahres, Selbstmord zu begehen. 78 % nahmen regelmäßig berauschende Substanzen, um sich „normal zu fühlen und zu vergessen“.
Eine Umfrage aus dem Jahr 2016 ergab, dass 26 % der Swasi gerne einen LGBT-Nachbarn hätten oder es ihnen nichts ausmacht, einen solchen zu haben.
Eine Umfrage aus dem Jahr 2019 brachte zum Vorschein, dass 59 % der LGBT-Swasis in öffentlichen Gesundheitseinrichtungen diskriminiert oder respektlos behandelt wurden, wobei 30 % die Inanspruchnahme von Gesundheitsleistungen verweigert wurde.

## Gesellschaftliche Verhältnisse

### Positionen der Regierung
König Mswati III. bezeichnet gleichgeschlechtliche Beziehungen Berichten zufolge als „satanisch“. Der ehemalige Premierminister Barnabas Sibusiso Dlamini nannte Homosexualität eine „Abnormität“ und eine „Krankheit“.
Im Jahr 2009 wurde Mangosuthu Simanga Dlamini, Präsident der Gays and Lesbians Association of Eswatini (Galeswa), persönlich zur Eröffnung des neunten Swati-Parlaments eingeladen.
Im Februar 2012 nutzten die eswatinischen Gesundheitsbehörden eine Valentinstagskampagne, um Schwule dazu aufzufordern, sich auf das Versprechen der Vertraulichkeit zu verlassen und sich auf HIV testen zu lassen. Der stellvertretende Gesundheitsdirektor Simon Zwane räumte ein, dass schwuler Sex in der eswatinischen Gesellschaft ein Tabu ist, erklärte aber, dass das Gesundheitsministerium aktiv seine Reichweite ausweitet, um gleichgeschlechtliche Paare in die HIV-Beratung und -Tests einzubeziehen. Dieser Schritt wurde von LGBT-Gruppen begrüßt, die darin einen großen Schritt zur Anerkennung der Existenz von LGBT-Menschen sahen.
Im Juni 2012 sagte Premierminister Barnabas Sibusiso Dlamini, dass „die Geistlichen der Kirche sagen, dass dies (LGBT-Beziehungen) biblisch nicht akzeptabel ist. Erst jetzt erlauben es einige Länder und Gemeinschaften. Hier in Eswatini ist es immer noch beängstigend, wenn wir so etwas sehen. Die Gesetze des Landes lassen dies nicht zu“. Der Premierminister führte weiter: „Gleichgeschlechtliche Paare können sich nicht einmal in den Regionalbüros trauen lassen. Es wird einige Zeit dauern, bis wir dies zulassen und in die Gesetze des Landes aufnehmen. Wir sind noch nicht einmal bereit, dies in Erwägung zu ziehen.“
2014 erklärte Pressesprecher Percy Simelane gegenüber dem Eswatini Observer, dass die Regierung die Situation genau beobachte, um eine rechtliche Position einzunehmen.

### Diskriminierungsvorfälle
Im März 2015 wurde eine 26-jährige lesbische Frau aus Nhlangano von einem Mann ermordet, der nicht in der Gegenwart von Lesben sein wollte. Einige Monate zuvor wurde in der Stadt auch ein schwuler Mann ermordet.
Im März 2019 wurde ein Pastor einer unbekannten Kirche suspendiert, nachdem er beschuldigt worden war, bisexuell zu sein.

### Aktivismus
Die erste Pride-Parade in Eswatini fand im Juni 2018 in Mbabane statt und wurde von Rock of Hope organisiert. Die Veranstaltung begann mit einem Marsch (unter Polizeischutz), gefolgt von einem Picknick und einer Party. Etwa tausend Menschen nahmen daran teil. Die Veranstaltung fand ein großes internationales und nationales Medienecho und erschien auf der Titelseite der beiden größten Zeitungen Eswatinis. Die US-Botschafterin in Eswatini, Lisa J. Peterson, nahm an der Demonstration teil.
Im November 2018 veröffentlichten Aktivisten einen Dokumentarfilm, der sich auf das Leben eines schwulen Mannes, Mlando, einer Lesbe, Alex, und einer Transgender-Frau, Polycarp, in Eswatini konzentriert. Der Dokumentarfilm mit dem Titel Fighting For Pride: Swaziland behandelt die Vorurteile, mit denen sie konfrontiert sind, die Reaktionen ihrer Familien und die Bedeutung des LGBT-Aktivismus.
Im Dezember 2018 wurde in Coates Valley ein Zweig der Ark of Joy International Ministry, einer religiösen Organisation, wiedereröffnet. Die Kirche heißt schwule und lesbische Mitglieder willkommen. Ein Sprecher von Rock of Hope sagte: „Es ist erwähnenswert, dass viele in religiösen Kreisen weiterhin Hassreden verbreiten und die Taten des Herrn völlig missachten, indem sie verurteilend sind und einige Mitglieder der LGBTI-Gemeinschaft aus ihren Gotteshäusern ausschließen. Aus diesem Grund begrüßen wir die Eröffnung solcher Kirchen, die die Liebe Gottes zeigen und den Geist der Einheit und des Miteinanders predigen.“
Die zweite Pride-Veranstaltung des Landes fand am 22. Juni 2019 statt und wurde als „freudiger Erfolg“ beschrieben. Hierbei wurden traditionelle Swasi-Lieder gesungen.